# 절이기

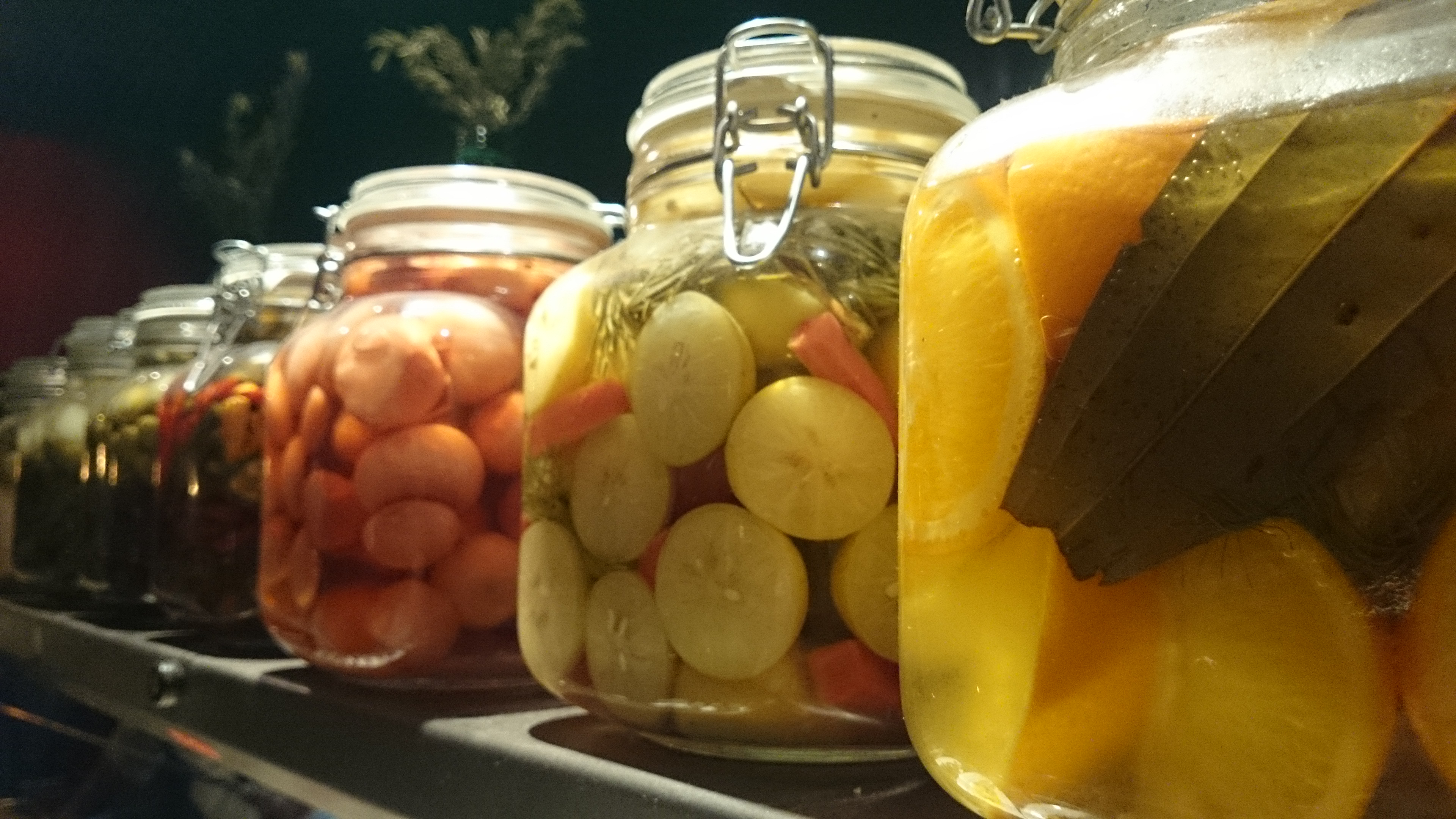
여러 가지 절임 채소

절이기는 채소나 생선 등의 음식을 소금이나 식초, 설탕 등에 담가 간이 배어들게 하는 것이다. 절인 음식은 절임이라 부른다. 소금절임, 당절임, 초절임 등이 있다.
김치를 담그는 배추와 같이 수분이 많은 채소를 절일 때는 마른 소금을 뿌리는 소금절이 방식을 이용하며, 채소 피클을 만들 때는 주로 소금물에 담가 산소를 차단하여 무산소 발효하여 보존하는 소금물절이 또는 식초액에 담가 절이는 초절이 방식을 사용한다.
젓갈을 담그거나 염장고기 등을 만들 때는 마른 소금을 이용하는 섭간법과 소금물을 이용하는 물간법이 둘 다 사용된다. 고기나 생선 등을 염지할 때도 건염법과 습염법이 사용된다.
피클링 스파이스(영어: pickling spice)는 유럽에서 오랫동안 사용하고 있는 배합 향신료의 일종으로 회향, 노란 겨자, 코리앤더, 검은 후추가 주원료다. 주원료 외에 올스파이스, 월계수 잎, 계피, 정향, 칠리, 캐러웨이씨, 칠리, 딜, 생강 등이 혼합되어 있으며 주로 양배추, 양파, 오이 등으로 피클을 담글 때 이용한다.

## 같이 보기
- 절임
- 설탕절이
- 소금절이
- 소금물절이
- 초절이